# Bagolino
Bagolino (Bagolì o Bagulì in dialetto bresciano) è un comune italiano di 3 758 abitanti della provincia di Brescia in Lombardia. Il comune appartiene alla Comunità Montana della Valle Sabbia.
Il borgo conserva l'aspetto medievale, con case addossate e strade tortuose, portici, piazze, fontane, palazzi antichi e le strette scalinate che salgono alla chiesa di San Giorgio.
Località climatica e di soggiorno, è sede dell'omonima manifestazione carnevalesca oltre ad essere zona di produzione casearia del formaggio Bagòss.
Bagolino è il comune della provincia di Brescia con la superficie territoriale più ampia.

## Geografia fisica

### Territorio
Bagolino è posto sul versante sinistro della valle del Caffaro, una valle tributaria della valle Sabbia. Il centro del paese è situato sulle pendici del Monte Carena a un'altezza compresa tra i 700 e gli 800 m s.l.m.
Discorso diverso vale per la frazione di Ponte Caffaro, posta invece sulla riva settentrionale del lago d'Idro.
Il paese è percorso dal torrente Caffaro, che sfocia nel lago d'Idro nei pressi della frazione di Ponte Caffaro.
Confina a est con il Trentino-Alto Adige (provincia di Trento, comuni di Bondone, Storo e Borgo Chiese), a nord con Breno e Bienno, a ovest con Collio, a sud-ovest con Lavenone, a sud con Anfo e a sud-est con Idro.

### Clima
Il clima a Bagolino è caldo e moderato, con piovosità significativa durante tutto l'anno.
La temperatura media annuale è di 7,4 °C, essendo luglio il mese con temperature più alte (20,3 °C) e gennaio il mese con temperature più basse (-5,9 °C).
La piovosità media annuale è di 1354 mm. In particolare le piogge sono più scarse nel mese di gennaio (58 mm) e più abbondanti nel mese di novembre (144 mm).
| [ 6 ]               | Mesi | Mesi | Mesi | Mesi | Mesi | Mesi | Mesi | Mesi | Mesi | Mesi | Mesi | Mesi | Stagioni | Stagioni | Stagioni | Stagioni | Anno  |
| [ 6 ]               | Gen  | Feb  | Mar  | Apr  | Mag  | Giu  | Lug  | Ago  | Set  | Ott  | Nov  | Dic  | Inv      | Pri      | Est      | Aut      | Anno  |
| ------------------- | ---- | ---- | ---- | ---- | ---- | ---- | ---- | ---- | ---- | ---- | ---- | ---- | -------- | -------- | -------- | -------- | ----- |
| T. max. media (°C)  | 1,8  | 2,5  | 6,2  | 10,0 | 14,5 | 18,6 | 20,3 | 20,1 | 16,1 | 12,1 | 6,7  | 3,0  | 2,4      | 10,2     | 19,7     | 11,6     | 11,0  |
| T. min. media (°C)  | −5,9 | −5,6 | −2,5 | 0,8  | 5,3  | 9,9  | 12,5 | 12,8 | 9,7  | 5,9  | 1,1  | −3,4 | −5,0     | 1,2      | 11,7     | 5,6      | 3,4   |
| Precipitazioni (mm) | 58   | 65   | 79   | 123  | 139  | 141  | 135  | 128  | 127  | 137  | 144  | 78   | 201      | 341      | 404      | 408      | 1 354 |

## Storia
Dopo la conquista dei territori alpini da parte dell'esercito romano (16 a.C.), nell'area ove ora sorge la chiesa di San Rocco, in un luogo di transito verso le altre valli bresciane e verso il Trentino, fu posta, verosimilmente, una stazione per il cambio dei cavalli e si costruì nei suoi pressi un piccolo insediamento abitativo. Si è ipotizzato che il nome del paese derivi da Pagolus o Pagolinus, "piccolo borgo".
Verso l'inizio del VII secolo, Bagolino divenne parte del regno longobardo e fu aggregato al ducato di Trento, assieme a tutta l'area che verrà poi detta delle Giudicarie.
Tale terra fu governata, a partire dall'XI secolo, dal principato vescovile di Trento, appartenente al Sacro Romano Impero. L'appartenenza alle Giudicarie spiega perché, dal punto di vista amministrativo religioso, Bagolino fu posta (e rimase per molti secoli, sino al 1785) alle dipendenze di una delle "Sette Pievi", quella di Condino e, a livello superiore, dalla diocesi di Trento.

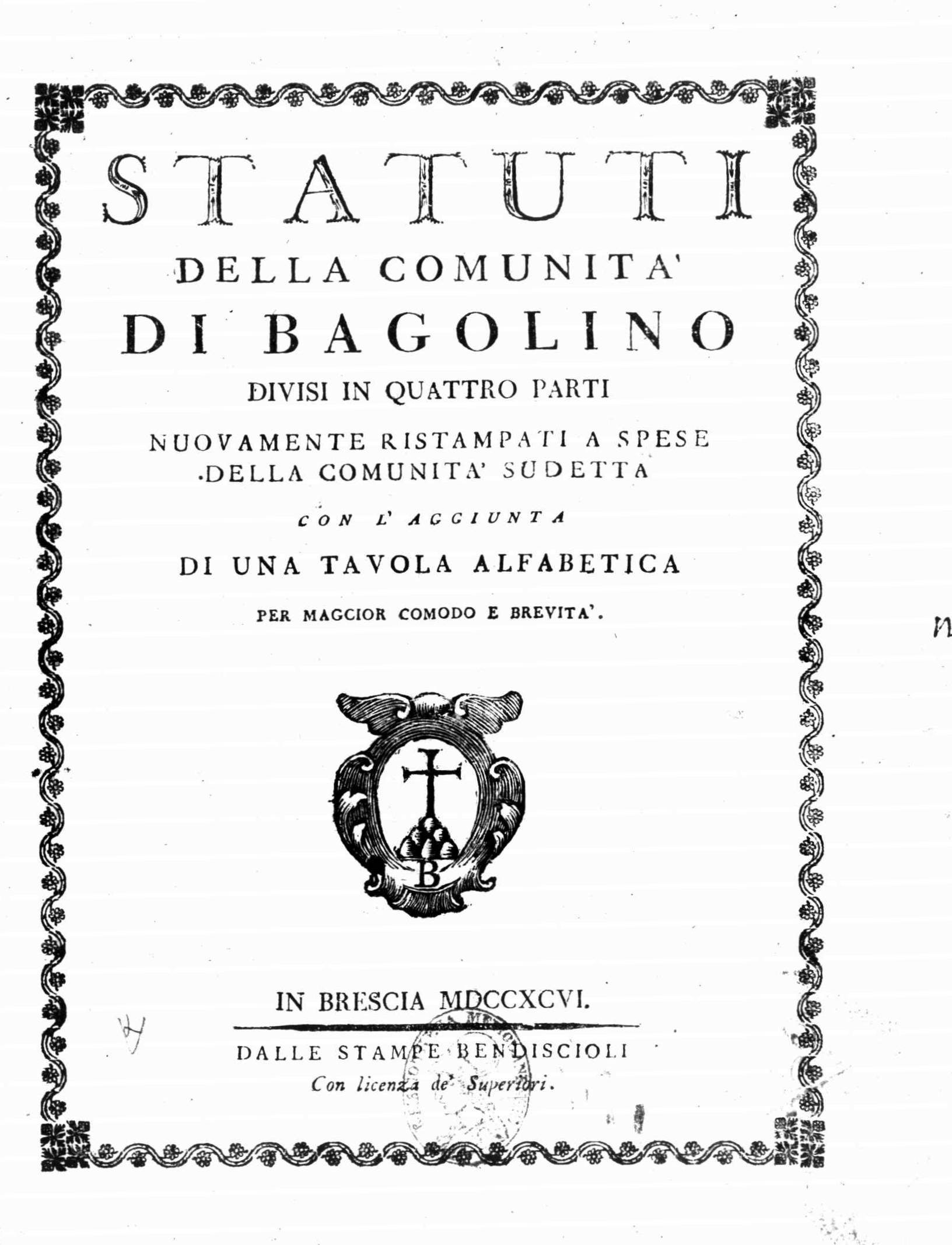
Statuti della comunità di Bagolino, 1614

Nell'età comunale, durante le lotte tra Guelfi e Ghibellini, Bagolino badò soprattutto a difendere la propria autonomia, schierandosi alternativamente dalla parte del comune di Brescia (guelfo) e del principato vescovile di Trento (ghibellino).
Nel XIV secolo fu assoggettato al dominio dei signori di Lodron, vassalli del principe-vescovo di Trento, che reclamavano antichi diritti feudali sul paese. Iniziò in questo modo una disputa destinata a protrarsi nei secoli.
Nel 1440 Bagolino passò sotto la Repubblica di Venezia rimanendovi, pur attraverso alterne vicende, sino al 1797. Con la Serenissima, il comune di Bagolino stabilì solidi legami di fedeltà, ottenendone in cambio una notevole autonomia amministrativa. Nel 1473 ottenne propri statuti, che regolavano in termini democratici la partecipazione delle famiglie bagosse al governo della cosa pubblica e garantivano il funzionamento di numerose istituzione di carattere sociale e solidaristico. La relativa lontananza da Venezia e l'appartenenza dal punto di vista religioso alla diocesi di Trento connotava Bagolino come comunità di confine, dotata, tra l'altro, di una propria milizia. L'autonomia venne mantenuta nonostante diversi tentativi dei conti di Lodron di recuperare il dominio feudale sul paese.
Grazie all'autonomia, nonché allo sviluppo della produzione casearia e, soprattutto, della lavorazione del ferro, per mezzo del forno fusorio posto nei pressi del torrente Caffaro, il paese ebbe un considerevole sviluppo demografico ed economico, nonostante le numerose calamità naturali che la colpirono: la peste (nel 1478, nel 1580 e nel 1630), un incendio nel 1555, ed altre sciagure ancora.
Il 28 gennaio 1527 si registra un terremoto, avvertito soprattutto verso il Maniva e Bagolino.
La chiesa di San Giorgio, costruita tra il 1624 ed il 1632, testimonia, con la sua mole e, ancor più, con la ricchezza degli affreschi e degli arredi sacri realizzati da artisti importanti, il benessere raggiunto dalla comunità bagossa. Le famiglie più importanti del paese hanno fatto a gara nei secoli per arricchirla di opere importanti e reliquie; tra queste si ricordano le famiglie Versa Dalumi, Zanetti, Pelizzari, Gennari e Macinata.
Nella notte tra il 30 ed il 31 ottobre del 1779 un furioso incendio, partito dal forno fusorio ed alimentato da un fortissimo vento, distrusse quasi l'intero paese e causò un notevole numero di vittime. La calamità mise in ginocchio l'economia del paese, determinando anche la chiusura delle attività di produzione del ferro e dando inizio ad un periodo di declino.
Dopo la sconfitta della Repubblica di Venezia contro le truppe napoleoniche nel 1797, Bagolino entrò anch'essa a far parte del Regno Lombardo Veneto sotto la dominazione dell'Impero austriaco, fu coinvolta nelle vicende del Risorgimento italiano e passò nel 1861 al Regno d'Italia. Nel 1866, fu coinvolto, assieme ai paesi limitrofi, nella campagna garibaldina contro l'Austria — conclusasi con il celebre "Obbedisco" — e nelle vicende militari avvenute attorno alla Rocca d'Anfo con le note battaglie di Ponte Caffaro e di Monte Suello.
Il fiume Caffaro, che oggi segna il confine tra le province italiane di Brescia e Trento, fino al 1918 costituiva il confine tra Italia e Impero austro-ungarico.

### Simboli
Lo stemma e il gonfalone sono stati concessi con decreto del presidente della Repubblica del 16 gennaio 1995.
(D.P.R. del 16 gennaio 1995)
Lo stemma compare in un sigillo del 1579, dove, in uno scudo ovale, sono raffigurati tre monti cimati dalla croce. L'insegna ha un evidente significato religioso in ossequio al profondo senso del sacro che pervadeva la vita civile della comunità. Difficile stabilire se questo derivi dal pressoché identico stemma degli Olivetani con cui Bagolino avrebbe avuto rapporti.
Il gonfalone è un drappo di giallo.

## Monumenti e luoghi d'interesse

### Architetture religiose

#### Parrocchiale di San Giorgio

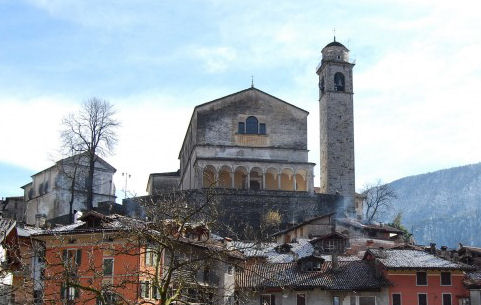
Chiesa di San Giorgio

La chiesa sorse, per volere della comunità di Bagolino, negli anni tra il 1624 ed il 1632, in sostituzione di un più antico edificio di culto che già sorgeva sulla rocca che domina l'abitato. A realizzare l'opera fu chiamato il bresciano Giovanni Battista Lantana, che scelse linee architettoniche piuttosto semplici, coerenti con la fisionomia del paese.
L'esterno presenta una facciata a capanna, alleggerita, in alto da una trifora e da un elegante pronao a sette archi.
L'interno, a navata unica con grandi nicchie con altari sulle pareti laterali, è invece riccamente decorato in forme barocche. Gli affreschi alle pareti sono di Tommaso Sandrini, Camillo Rama, Ottavio Viviani e Palma il Giovane. La pala dell'altare maggiore, che raffigura la Trinità con san Giorgio che uccide il drago è opera di Andrea Celesti. Sugli altari laterali, ricchi di lavori di intaglio, troviamo dipinti di Pietro Ricchi detto il Lucchese, di Francesco Torbido (attribuzione), di Bonifacio Veronese, di Pietro Marone ed altri. Sul secondo altare a sinistra si trova una tela (proveniente dalla chiesa di San Rocco) attribuita al Tiziano: raffigura San Basilio con i santi Sebastiano, Bernardo, Marco e Rocco illuminati dalla Santissima Trinità.

#### Chiesa di San Rocco
La chiesa di San Rocco è situata all'ingresso dell'abitato di Bagolino, a fianco della strada statale 669 che porta al passo di Crocedomini. Venne eretta dopo la peste del 1478, per ringraziare il santo al quale essa è dedicata per la cessazione del flagello, e per porre sotto la sua protezione l'intera comunità. Grande interesse riveste, al suo interno, il ciclo di affreschi realizzato dal pittore camuno Giovanni Pietro da Cemmo, artista che segna nelle valli bresciane il passaggio dalla pittura gotica a quella rinascimentale; inoltre è presente un'ancora di legno risalente al XVI secolo.

## Società

### Evoluzione demografica
Abitanti censiti

### Contrade di Bagolino
Bagolino è suddiviso in due contrade: Ösnà e Cävril. 

### Tradizioni e folclore

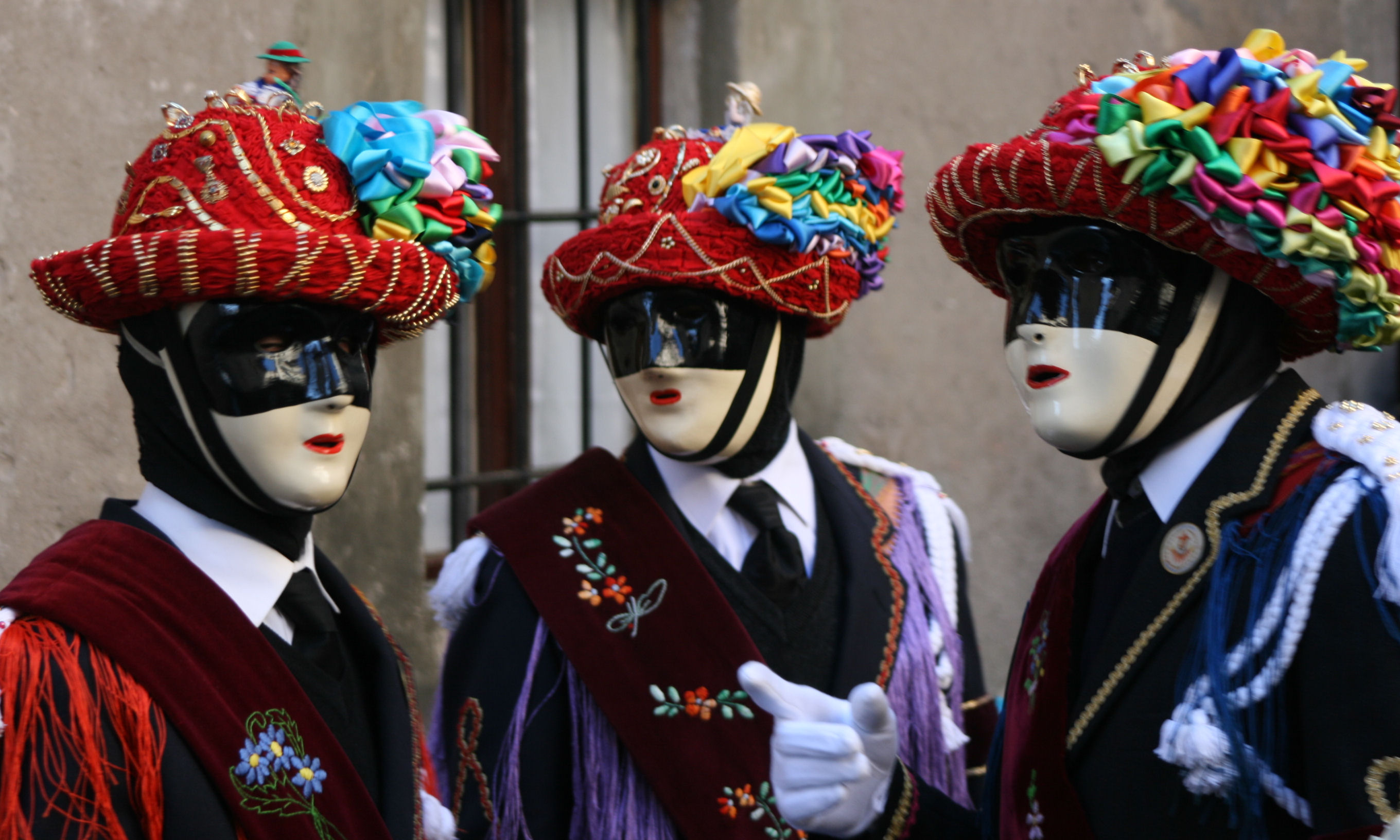
Ballerini con i tipici costumi al Carnevale di Bagolino

Il carnevale di Bagolino risale almeno al XVI secolo, come documentato da scritti conservati nell'archivio comunale. La festa ha conservato nel tempo le sue caratteristiche storiche, in virtù della posizione isolata del paese, attirando anche l'attenzione di studiosi di etnologia.
La festa si articola in due manifestazioni distinte, animate rispettivamente dalle figure dei Balarì (ballerini e suonatori) e dalle grottesche Maschér (maschere).

## Infrastrutture e trasporti
La principale via d'accesso al paese è la ex SS669 del Passo di Crocedomini, che percorre tutta la valle del Caffaro, fino al Passo di Crocedomini (da qui il nome).
Altra arteria d'importanza è la ex SS237 del Caffaro, che transita per la frazione di Ponte Caffaro nei pressi del lago d'Idro e che collega a nord con il Trentino e a sud con Brescia.

## Amministrazione
| Periodo        | Periodo        | Primo cittadino    | Partito                             | Carica  | Note   |
| -------------- | -------------- | ------------------ | ----------------------------------- | ------- | ------ |
| 12 giugno 1985 | 14 giugno 1999 | Francesco Vassallo | DC poi lista civica                 | Sindaco | [ 14 ] |
| 14 giugno 1999 | 8 giugno 2009  | Marco Scalvini     | lista civica                        | Sindaco | [ 14 ] |
| 8 giugno 2009  | 27 maggio 2019 | Gianluca Dagani    | lista civica                        | Sindaco | [ 14 ] |
| 27 maggio 2019 | 9 giugno 2024  | Gianenzo Marca     | lista civica "Insieme per crescere" | Sindaco | [ 14 ] |
| 9 giugno 2024  | in carica      | Claudia Carè       | lista civica "Tradizioni e futuro"  | Sindaco | [ 14 ] |

### Gemellaggi
- Oettingen in Bayern, Germania, dal 2000[senza fonte]
- Mozac, Francia, dal 2009[senza fonte]

## Sport

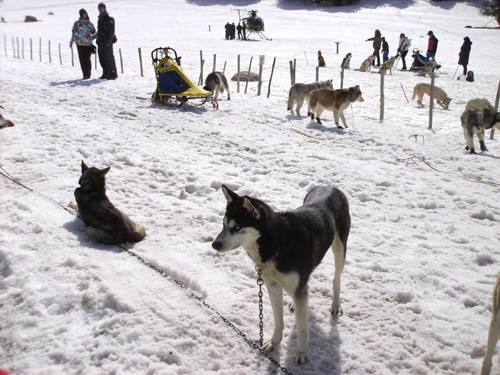
Un'istantanea di un'edizione del campionato italiano di corse con cani da slitta

Ha sede nel comune la società calcistica S.S. Bagolino, che disputa campionati dilettantistici regionali.
Dal paese si può accedere agli impianti di risalita del Monte Maniva, condivisi con il comune di Collio. Tramite la strada provinciale BS 669 del Passo di Crocedomini si raggiunge invece la Piana del Gaver, nel comune di Breno, un tempo attrezzata di impianti di risalita, oggi fortunata meta di appassionati di scialpinismo e di sci di fondo: la località è infatti costituita da un'ampia piana posta a un'altezza di circa 1500 m s.l.m. sulla quale è possibile praticare lo sci di fondo su vari tracciati di diverse difficoltà; è altresì possibile la pratica dello scialpinismo sulle numerose vette che circondano il Gaver, che si spingono fino a toccare i 2800 m s.l.m.
Tutto il territorio di Bagolino è inoltre meta di escursionisti, in tutte le stagioni per la presenza di numerosi sentieri e vette. Il passo di Crocedomini infine è un classico del ciclismo bresciano.